# Bournemouth Airport
Luchthaven Bournemouth (Engels: Bournemouth Airport) (IATA: BOH, ICAO: EGHH) is het internationale vliegveld bij de stad Bournemouth in Zuid-Engeland. Het vliegveld ligt 6,5 km ten noordoosten van de stad. De luchthaven stond eerder bekend als Hurn Airport. De luchthaven behoort tot de Rigby Group.
Bournemouth is bereikbaar door middel van de Airport Shuttle busdienst tussen het centrum van de stad en de luchthaven. De busdienst stopt ook op het treinstation van Bournemouth dat verbindingen onderhoudt met het nabijgelegen Southampton. 
In 2007 handelde het vliegveld 1.083.379 passagiers af.